# 威廉·曼利
威廉·路易斯·曼利（英語：William Lewis Manly，1820年4月6日—1903年2月5日 ），生於美國佛蒙特州聖奧爾本斯鎮，19世紀中期的西部拓荒者。曾做過皮毛獵人、西部蓬車商隊嚮導、淘金客、農夫與作家，他最著名的事蹟是穿越死亡谷到達加利福尼亞州。

## 著作
1894年出版自傳，內容述敍他穿越死亡谷的事蹟。自傳原名《從佛蒙特州到加利福利亞州》（From Vermont to California），在第二版後改名為《在死亡谷中的49天》（Death Valley in '49）。